# Championnat du Limousin de cross-country
Le Championnat du Limousin de cross-country est la compétition annuelle de cross-country désignant le champion du Limousin de la discipline. Il est qualificatif pour les Interrégionaux Sud-Ouest de cross-country.

## Palmarès cross long hommes
- 2004 : Quentin Jarmuszewicz
- 2005 : David Ramard
- 2007 : Mustapha El Ahmadi
- 2008 : Denis Mayaud
- 2009 : Denis Mayaud
- 2010 : Mohammed Boucif
- 2011 : Mohamed-khaled Belabbas
- 2012 : Arnaud Lajat
- 2013 : Kamal Saidi
- 2014 : Kamal Saidi
- 2015 : David Moreau
- 2016 : Denis Mayaud

## Palmarès cross long femmes
- 2004 : Anne-Laure Peyne
- 2005 : Christelle Fuseau-Chesiere
- 2007 : Nathalie Rome
- 2008 : Nathalie Rome
- 2009 : Patricia Laubertie
- 2010 : Patricia Laubertie
- 2011 : Patricia Laubertie
- 2012 : Stéphanie Lemée
- 2013 : Bénédicte Robin
- 2014 : Patricia Laubertie
- 2015 : Bénédicte Robin
- 2016 : Bénédicte Robin